# ذاتی
ذاتی (انگلیسی: Inherence) به ایده امپدوکلس اشاره می‌کند که کیفیت ماده از تناسب هر یک از عناصر چهارگانه که وارد یک چیز می‌شوند، می‌آیند. این ایده بیشتر توسط افلاطون و ارسطو توسعه یافت.